# Karepura, Nanjangud
Karepura là một làng thuộc tehsil Nanjangud, huyện Mysore, bang Karnataka, Ấn Độ.